# Henriville
Pour les articles homonymes, voir Henriville (homonymie).
Henriville est une commune française de l'Aire urbaine de Sarrebruck-Forbach située dans le département de la Moselle et le bassin de vie de la Moselle-Est, en région Grand Est.

## Géographie

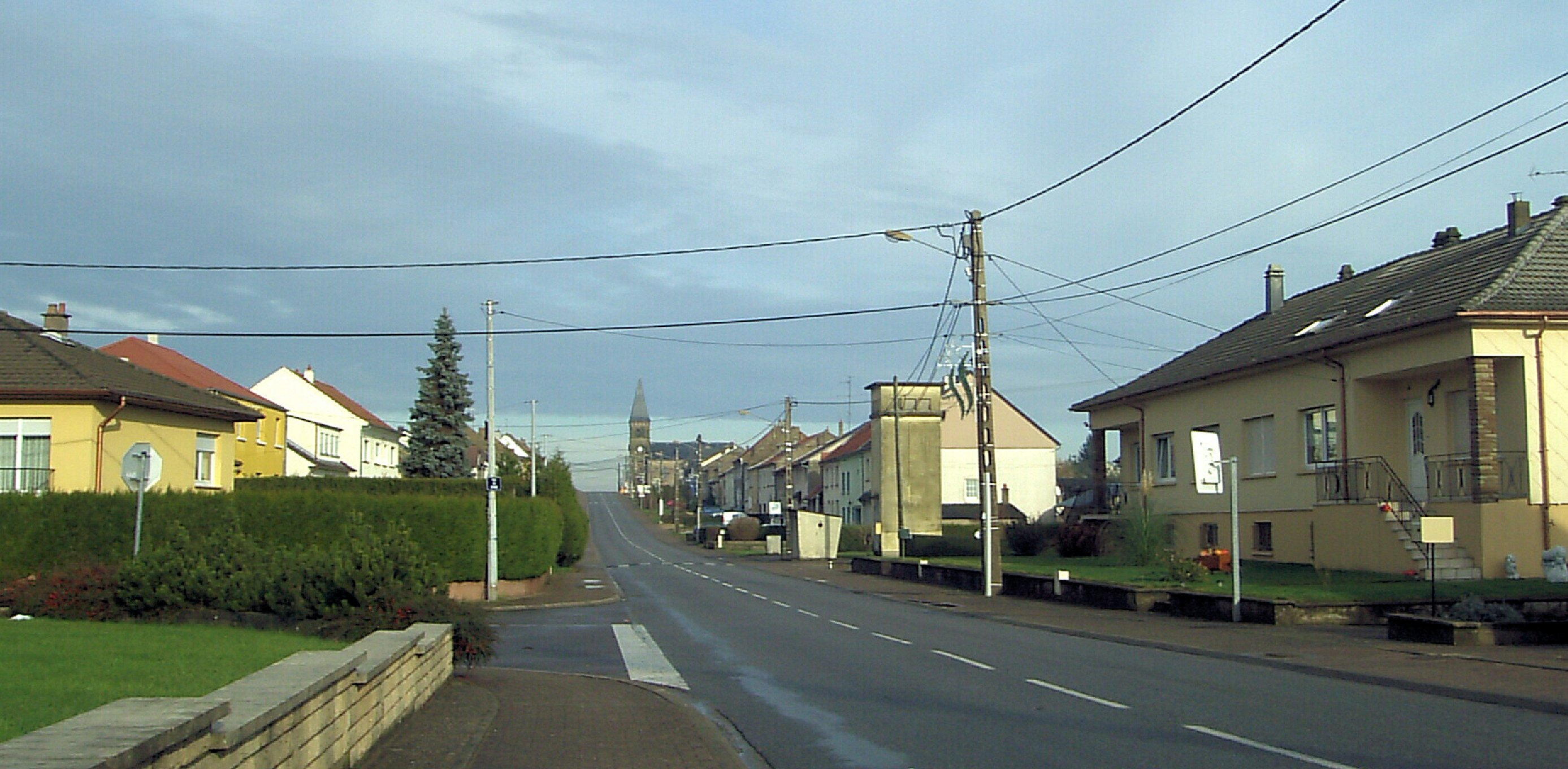
Rue de la Libération.

| Seingbouse |            | Farébersviller |
|            | Henriville |                |
|            |            | Farschviller   |

### Hydrographie

#### Réseau hydrographique
La commune est située dans le bassin versant du Rhin au sein du bassin Rhin-Meuse. Elle est drainée par le ruisseau de Cocheren et le ruisseau de Nachtweide.

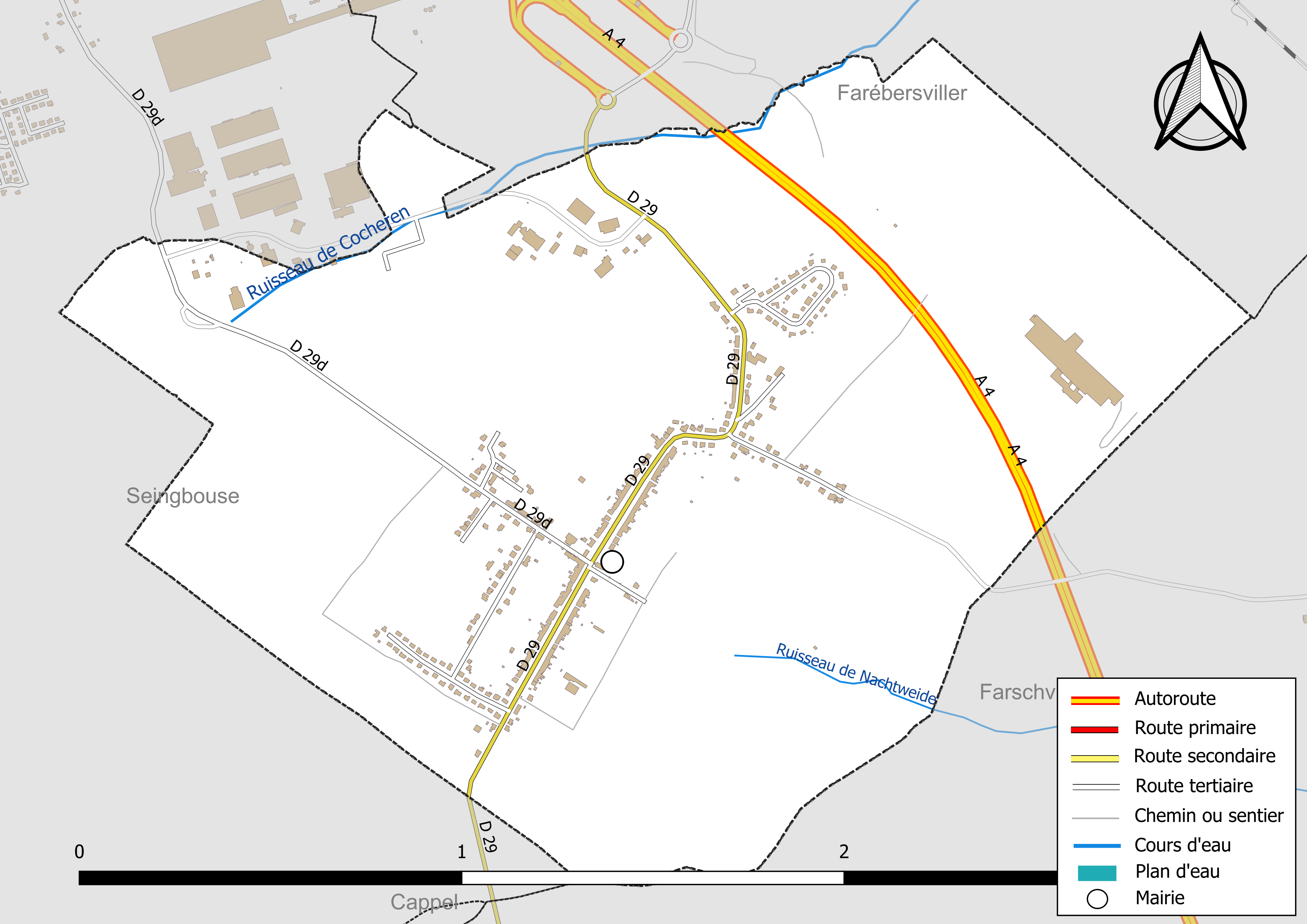
Réseaux hydrographique et routier d'Henriville.

#### Gestion et qualité des eaux
Le territoire communal est couvert par le schéma d'aménagement et de gestion des eaux (SAGE) « Bassin Houiller ». Ce document de planification, dont le territoire est approximativement délimité par un triangle formé par les villes de Creutzwald, Faulquemont et Forbach, d'une superficie de 576 km2, a été approuvé le 27 octobre 2017. La structure porteuse de l'élaboration et de la mise en œuvre est la région Grand Est. Il définit sur son territoire les objectifs généraux d’utilisation, de mise en valeur et de protection quantitative et qualitative des ressources en eau superficielle et souterraine, en respect des objectifs de qualité définis dans le SDAGE  du Bassin Rhin-Meuse.

### Climat
Pour des articles plus généraux, voir Climat du Grand Est et Climat de la Moselle.
En 2010, le climat de la commune est de type climat des marges montargnardes, selon une étude du Centre national de la recherche scientifique s'appuyant sur une série de données couvrant la période 1971-2000. En 2020, Météo-France publie une typologie des climats de la France métropolitaine dans laquelle la commune est exposée à un climat semi-continental et est dans la région climatique  Lorraine, plateau de Langres, Morvan, caractérisée par un hiver rude (1,5 °C), des vents modérés et des brouillards fréquents en automne et hiver. 
Pour la période 1971-2000, la température annuelle moyenne est de 9,7 °C, avec une amplitude thermique annuelle de 17 °C. Le cumul annuel moyen de précipitations est de 816 mm, avec 11,6 jours de précipitations en janvier et 9,6 jours en juillet. Pour la période 1991-2020, la température moyenne annuelle observée sur la station météorologique de Météo-France la plus proche, « Seingbouse », sur la commune de Seingbouse à 3 km à vol d'oiseau, est de 10,5 °C et le cumul annuel moyen de précipitations est de 731,4 mm. 
La température maximale relevée sur cette station est de 37,9 °C, atteinte le 25 juillet 2019 ; la température minimale est de −17 °C, atteinte le 20 décembre 2009,,. 
Les paramètres climatiques de la commune ont été estimés pour le milieu du siècle (2041-2070) selon différents scénarios d'émission de gaz à effet de serre à partir des nouvelles projections climatiques de référence DRIAS-2020. Ils sont consultables sur un site dédié publié par Météo-France en novembre 2022.

## Urbanisme

### Typologie
Au 1er janvier 2024, Henriville est catégorisée commune rurale à habitat dispersé, selon la nouvelle grille communale de densité à sept niveaux définie par l'Insee en 2022.
Elle est située hors unité urbaine et hors attraction des villes,.

### Occupation des sols
L'occupation des sols de la commune, telle qu'elle ressort de la base de données européenne d’occupation biophysique des sols Corine Land Cover (CLC), est marquée par l'importance des territoires agricoles (58,4 % en 2018), en diminution par rapport à 1990 (80,1 %). La répartition détaillée en 2018 est la suivante : terres arables (37,6 %), mines, décharges et chantiers (13,6 %), prairies (12,7 %), zones urbanisées (12 %), forêts (10,3 %), cultures permanentes (8,1 %), zones industrielles ou commerciales et réseaux de communication (5,7 %). L'évolution de l’occupation des sols de la commune et de ses infrastructures peut être observée sur les différentes représentations cartographiques du territoire : la carte de Cassini (XVIIIe siècle), la carte d'état-major (1820-1866) et les cartes ou photos aériennes de l'IGN pour la période actuelle (1950 à aujourd'hui).

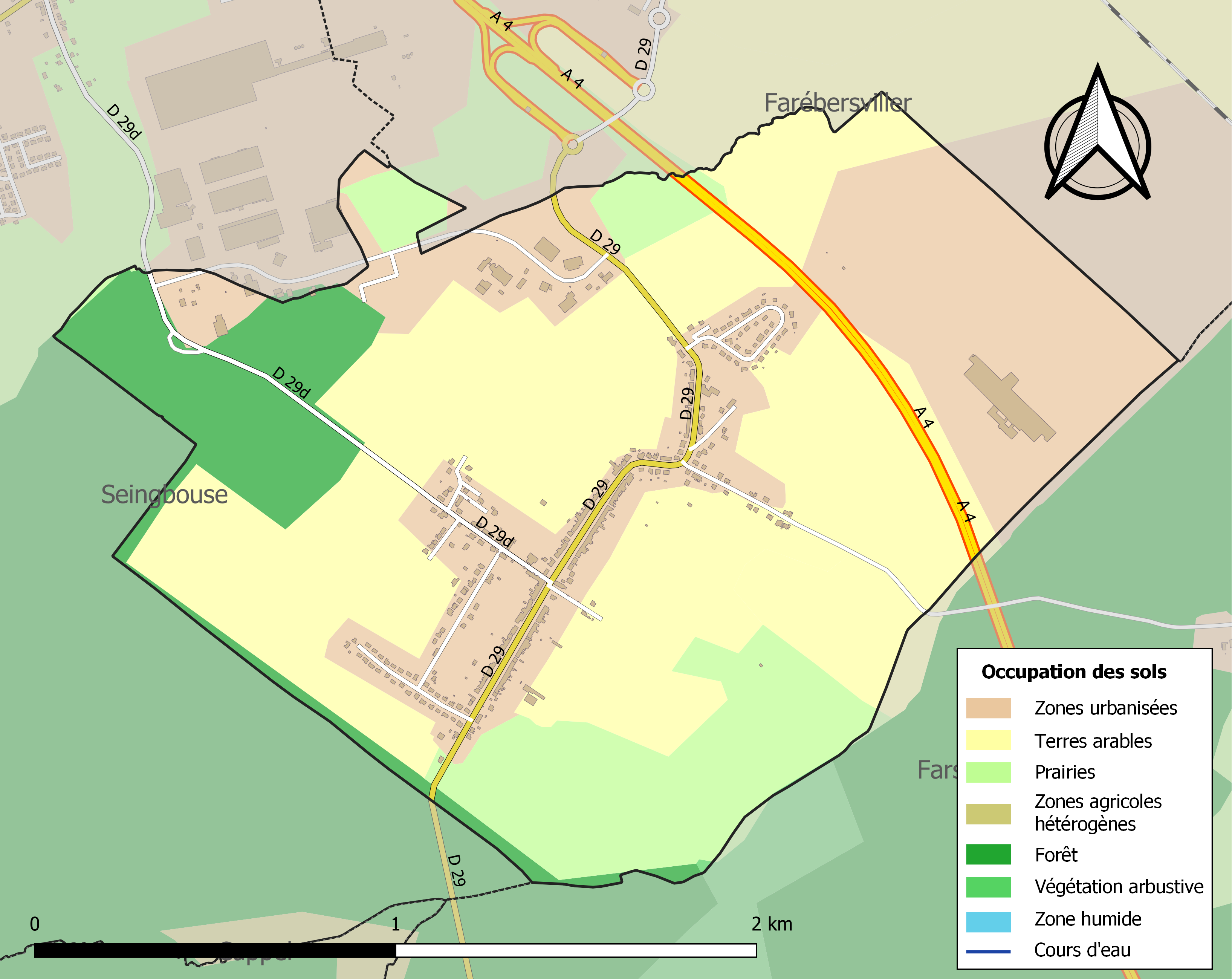
Carte des infrastructures et de l'occupation des sols de la commune en 2018 (CLC).

## Toponymie
Du nom germanique d'un duc de lorraine heinrich + dorf. Traduit en français par Henriville.
- Henriviller (1618), Herichweiller (1698), Heinrichsdorf et Heinricherdorf (XVIIIe siècle), Henriville (1793), Herrchweiler (1871-1918).
- En allemand : Herichwiller et Herchweiler[16].
- En francique lorrain : Herrichwiller et Häärischwilla.
- Partage une étymologie similaire avec la commune de Henridorff.

## Histoire
Au début du XVIIe siècle, Lorrains et évêchois s'emploient à reconstruire ce qui a été détruit et à essayer de tirer profit des nouveaux circuits commerciaux qui se recomposent à l'est. Devant faire face de surcroît à la pression démographique, ils relancent la colonisation agricole. Entre 1600 et 1630 sont fondés une trentaine de villages nouveaux dans les limites de la seule Moselle actuelle. Ainsi est édifié Henriville en 1608 dû au duc de Lorraine Henri II de Lorraine (Heinrich II. von Lothringen), fondation à laquelle répond dans une volonté de prestige et de compétition, Valette créée par Louise de la Valette, abbesse de Sainte-Glossinde de Metz, à quelques kilomètres de distance.
Réclamé par Louis XIV. Le traité de Paris l'attribua à la Lorraine. 
L'aspect planifié de cette création ex nihilo témoigne de son histoire.

## Politique et administration

### Maires
| Période                                  | Période   | Identité       | Étiquette | Qualité |
| ---------------------------------------- | --------- | -------------- | --------- | ------- |
| mars 1947                                | mars 1971 | Joseph Geisler |           |         |
| mars 1971                                | mars 1989 | Joseph Brun    |           |         |
| mars 1989                                | mars 2001 | Pascal Karr    |           |         |
| mars 2001                                | mars 2014 | Bernard Scheck |           |         |
| mars 2014                                | En cours  | Denis Eyl      |           |         |
| Les données manquantes sont à compléter. |           |                |           |         |

### Résultats des élections
- Présidentielle de 2002 : Au second tour, Jacques Chirac (RPR) 70,66 %, Jean-Marie Le Pen (FN) 29,34%[17].
- Législatives de 2002  : Au second tour, Pierre Lang (RPR) 69,05 %, Roland Metzinger (PS) 30,95 %[18].
- Cantonales de 2004 : Au second tour, Laurent Kleinhentz (PS) 67,78 %, Jean-Paul Brunot (DVD) 32,22 %[19].
- Régionales de 2004 : Au second tour, Gérard Longuet (LDR) 40,10 %, Jean-Pierre Masseret (PS) 37,13 %, Thierry Gourlot (FN) 22,77 %[20].
- Européennes de 2004 : Au premier et unique tour, Bruno Gollnisch (FN) 27,98 %, suivi de Pierre Moscovici (PS) 22,80 %, puis Joseph Daul (UMP) 15,03 %[21].
- Référendum de 2005 : Non à 56,81 %, Oui à 43,19 %[22].
- Présidentielle de 2007 : Au second tour, Nicolas Sarkozy (UMP) 70 %, Ségolène Royal (PS) 30%[23].
- Législatives de 2007  : Au second tour, Pierre Lang (UMP) 81,45 %, Michel Obiegala (PS) 18,55 %[24].
- Européennes de 2009 : Au premier et unique tour, Joseph Daul (UMP) 28,57 %  suivi de Bruno Gollnisch (FN) 20 %, puis Jean-François Kahn (Modem) 16,57 %[25].
- Régionales de 2010 : Au second tour, Thierry Gourlot (FN) 35,88 %, Jean-Pierre Masseret (PS) 32,82 %, Laurent Hénart (UMP) 31,30 %[26].
- Cantonales de 2011 : Au second tour, Laurent Kleinhentz (PS) 50,73 %, Éric Vilain (FN) 49,27 %[27].
- Présidentielle de 2012 : Au second tour, Nicolas Sarkozy (UMP) 68,44 %, François Hollande (PS) 31,56%[28].
- Législatives de 2012  : Au second tour, Florian Philippot (FN) 61,01 %, Laurent Kalinowski (PS) 38,99 %[29].
- Européennes de 2014 : Au premier et unique tour, Florian Philippot (FN) 59,62 %, suivi de Nadine Morano (UMP) 13,46 %, puis Nathalie Griesbeck (Modem-UDI) 5,77 %[30].

## Démographie
L'évolution du nombre d'habitants est connue à travers les recensements de la population effectués dans la commune depuis 1793. Pour les communes de moins de 10 000 habitants, une enquête de recensement portant sur toute la population est réalisée tous les cinq ans, les populations de référence des années intermédiaires étant quant à elles estimées par interpolation ou extrapolation. Pour la commune, le premier recensement exhaustif entrant dans le cadre du nouveau dispositif a été réalisé en 2004.

En 2022, la commune comptait 753 habitants, en évolution de −0,53 % par rapport à 2016 (Moselle : +0,52 %, France hors Mayotte : +2,11 %).
| 1793 | 1800 | 1806 | 1861 | 1866 | 1871 | 1875 | 1880 | 1885 |
| ---- | ---- | ---- | ---- | ---- | ---- | ---- | ---- | ---- |
| 171  | 138  | 185  | 318  | 310  | 311  | 307  | 285  | 291  |

| 1890 | 1895 | 1900 | 1905 | 1910 | 1921 | 1926 | 1931 | 1936 |
| ---- | ---- | ---- | ---- | ---- | ---- | ---- | ---- | ---- |
| 298  | 294  | 292  | 327  | 367  | 366  | 360  | 356  | 385  |

| 1946 | 1954 | 1962 | 1968 | 1975 | 1982 | 1990 | 1999 | 2004 |
| ---- | ---- | ---- | ---- | ---- | ---- | ---- | ---- | ---- |
| 394  | 414  | 504  | 503  | 639  | 875  | 812  | 764  | 744  |

| 2006 | 2009 | 2014 | 2019 | 2022 | - | - | - | - |
| ---- | ---- | ---- | ---- | ---- | - | - | - | - |
| 755  | 725  | 760  | 744  | 753  | - | - | - | - |

## Culture locale et patrimoine

### Lieux et monuments
- Passage d'une voie romaine ; vestiges.

#### Édifices religieux

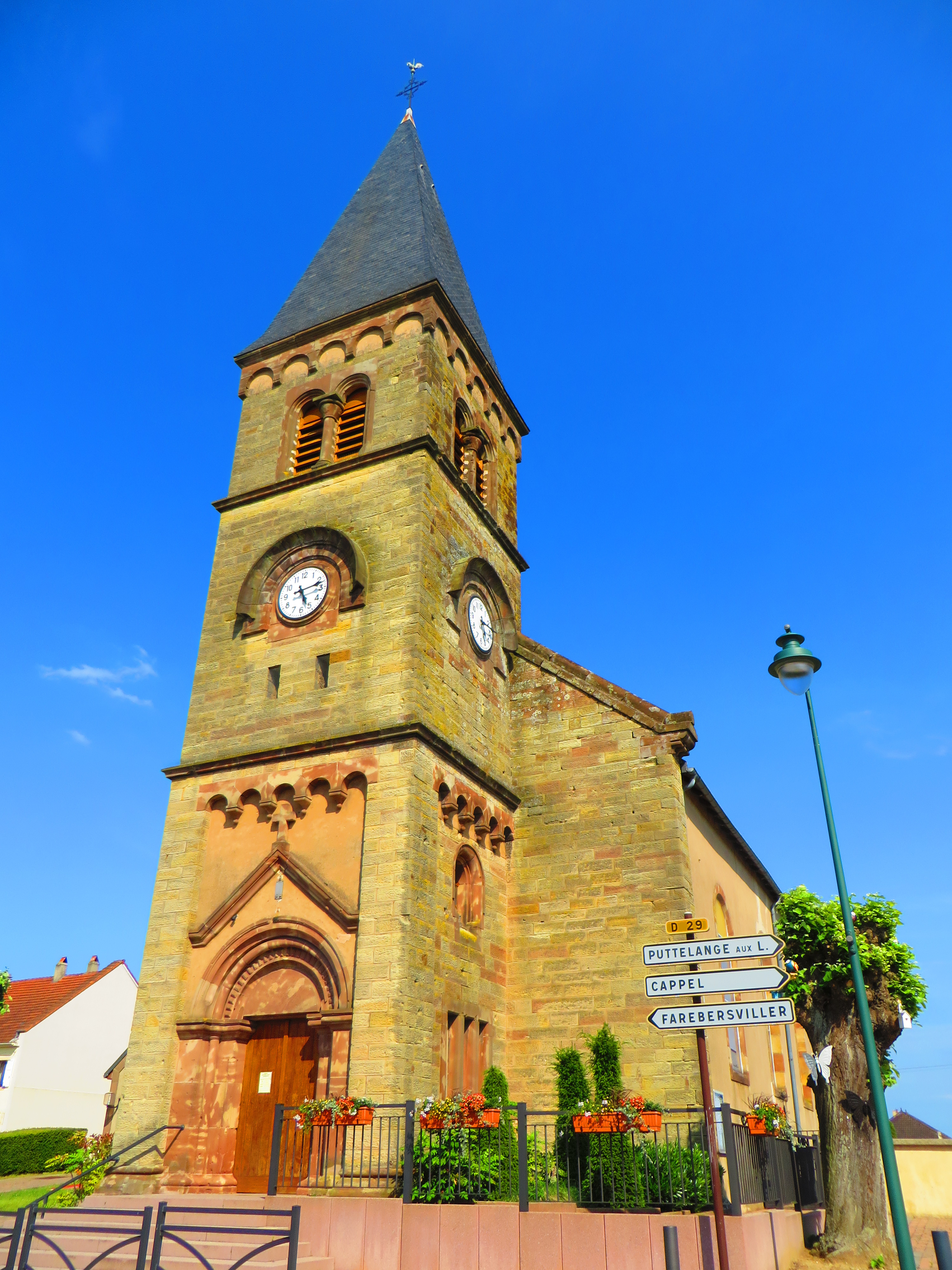
Église Saint-Matthieu.

- Église paroissiale Saint-Matthieu reconstruite en 1827, 1828 ; agrandie et partiellement reconstruite en 1900 à l'emplacement d'une église du début du XVIIe siècle ; déjà partiellement reconstruite entre 1735 et 1751.
- Grotte de 1959.

### Personnalités liées à la commune
- Hubert de Brienne de Conflans (1690 - 1777), vice-amiral et maréchal de France, né à Henriville.

### Héraldique
| Blason de Henriville | Blason  | De gueules à la lettre gothique H d'or, accompagnée de trois alérions d'argent. |
| Blason de Henriville | Détails | Le statut officiel du blason reste à déterminer.                                |

### Clubs
- Last Rebels[35], club de danse country